# Cássia Linhares
Cássia Maria Oliveira Linhares Bussière (Niterói, 24 de novembro de 1973) é uma atriz brasileira.

## Biografia
Em 1998, foi a protagonista da quarta temporada do seriado adolescente Malhação.
Atuou em Rebelde, como Silvia Campos Sales Maldonado.

### Vida pessoal
É casada com o empresário Renato Bussière, do qual são pais de Eduarda e Antonio.

## Filmografia

### Televisão
| Ano       | Título                     | Personagem                    | Notas                                   |
| --------- | -------------------------- | ----------------------------- | --------------------------------------- |
| 1994      | Pátria Minha               | Luciana Lopes Caldeiras       |                                         |
| 1995      | Explode Coração            | Natasha                       |                                         |
| 1996      | Malhação                   | Ciça                          |                                         |
| 1998      | Você Decide                | Carminha                      | Episódio: "Garoto de Programa"          |
| 1998      | Malhação                   | Alice Monteiro                | Temporada 4                             |
| 1999      | Mulher                     | Bárbara                       | Episódio: "Pais Solteiros"              |
| 1999      | Louca Paixão               | Carla de Holanda              |                                         |
| 2000      | Você Decide                | Aline                         | Episódio: "Mamãezinha Querida"          |
| 2000      | Uga Uga                    | Lulú                          | Episódio: "14–15 de novembro"           |
| 2001      | Roda da Vida               | Tamíres Almeida Alencar       |                                         |
| 2001      | O Clone                    | Elba                          | Participação                            |
| 2002      | Sabor da Paixão            | Marina Castro                 |                                         |
| 2003      | Chocolate com Pimenta      | Nádia                         | Episódios: "16–19 de setembro"          |
| 2004      | Começar de Novo            | Maria Rocha                   |                                         |
| 2005      | Sob Nova Direção           | Paulona                       | Episódio: "Mulher Solteira não Procura" |
| 2005      | Malhação                   | Gracinha                      | Episódios: "13–18 de outubro"           |
| 2006      | Floribella                 | Marquesa Kriseida de Avelar   |                                         |
| 2006      | Alta Estação               | Ana Lúcia Castro              |                                         |
| 2007      | Amor e Intrigas            | Sílvia Dias Motta             |                                         |
| 2010      | A História de Ester        | Lia                           |                                         |
| 2011–2012 | Rebelde                    | Silvia Campos Sales Maldonado |                                         |
| 2014      | Trair e Coçar É só Começar | Heloísa                       | Episódio: "O Bilhete"                   |
| 2014      | Os Homens São de Marte...  | Ana                           | Episódio: "Um Novo Caminho?"            |
| 2014–2018 | Conselho Tutelar           | Flávia Gusmão                 |                                         |
| 2015      | Milagres de Jesus          | Judi                          | Episódio: "O Cego de Jericó"            |
| 2015      | Se Eu Fosse Você           | Bia                           | Episódio: "24 de julho"                 |
| 2017      | O Rico e Lázaro            | Shag Shag                     |                                         |
| 2019      | Topíssima                  | Beatriz Nogueira de Mendonça  |                                         |
| 2021      | Gênesis                    | Naamá                         | Fase: Arca de Noé                       |

### Cinema
| Ano  | Título            | Personagem |
| ---- | ----------------- | ---------- |
| 1998 | Como Ser Solteiro | Júlia      |
| 2000 | Bossa Nova        | Repórter   |